# Agamidae
Gli Agàmidi (Agamidae Spix, 1825) sono una famiglia di rettili lacertidi diffusi nel sudest asiatico, nelle zone calde dell'Africa e in Australia.

## Tassonomia

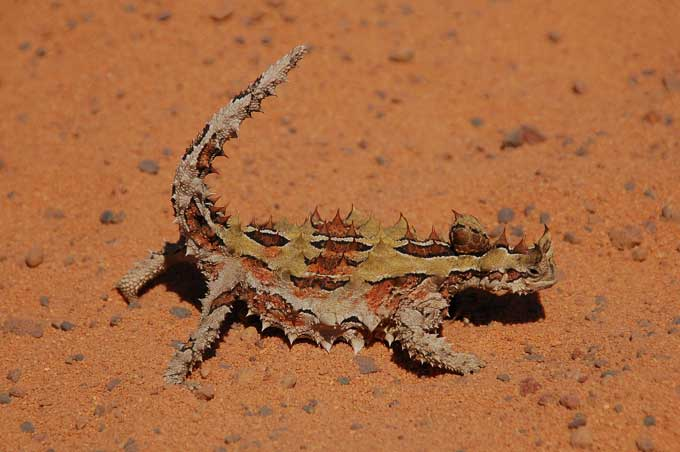
Moloch horridus

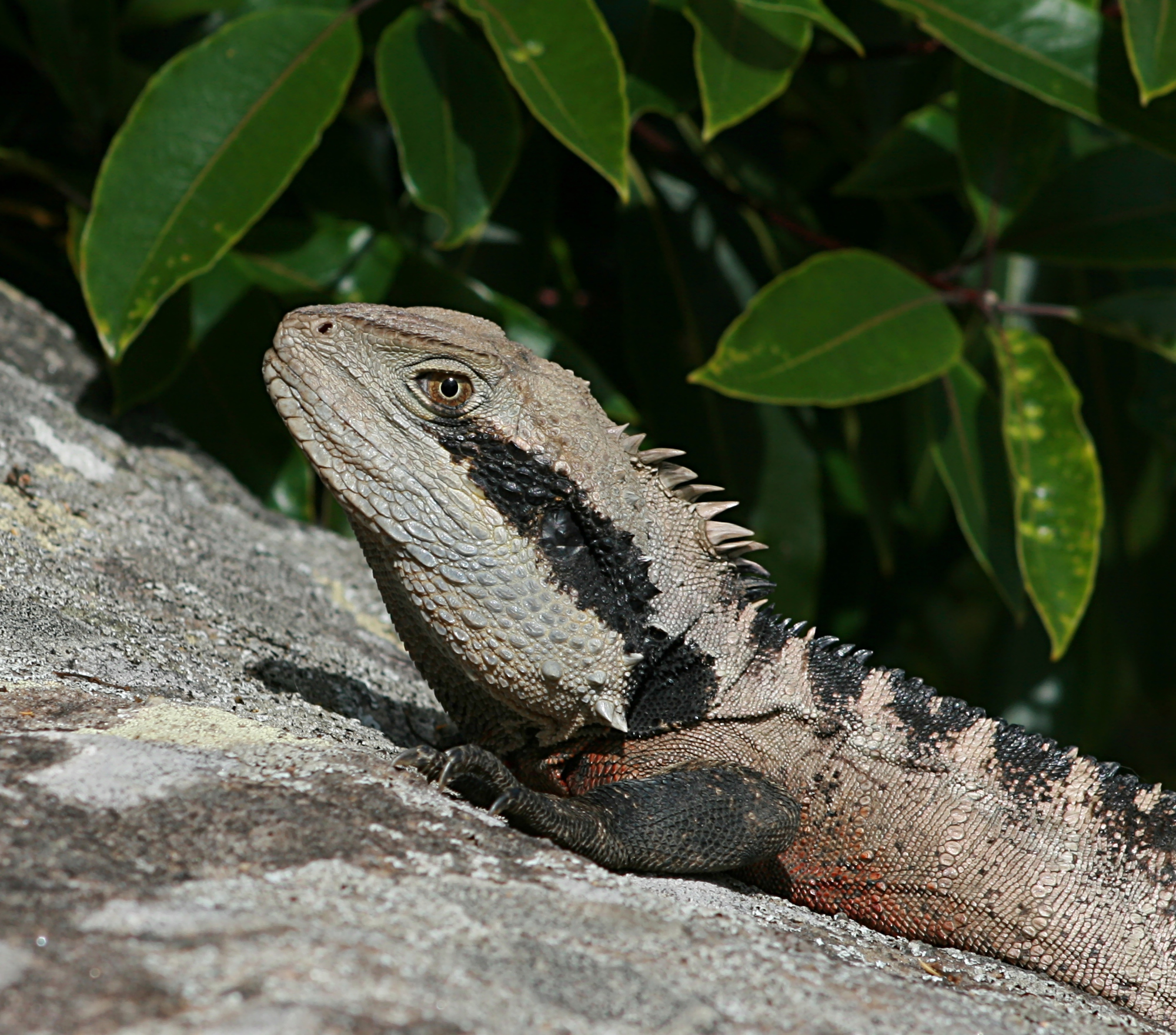
Physignathus lesueurii

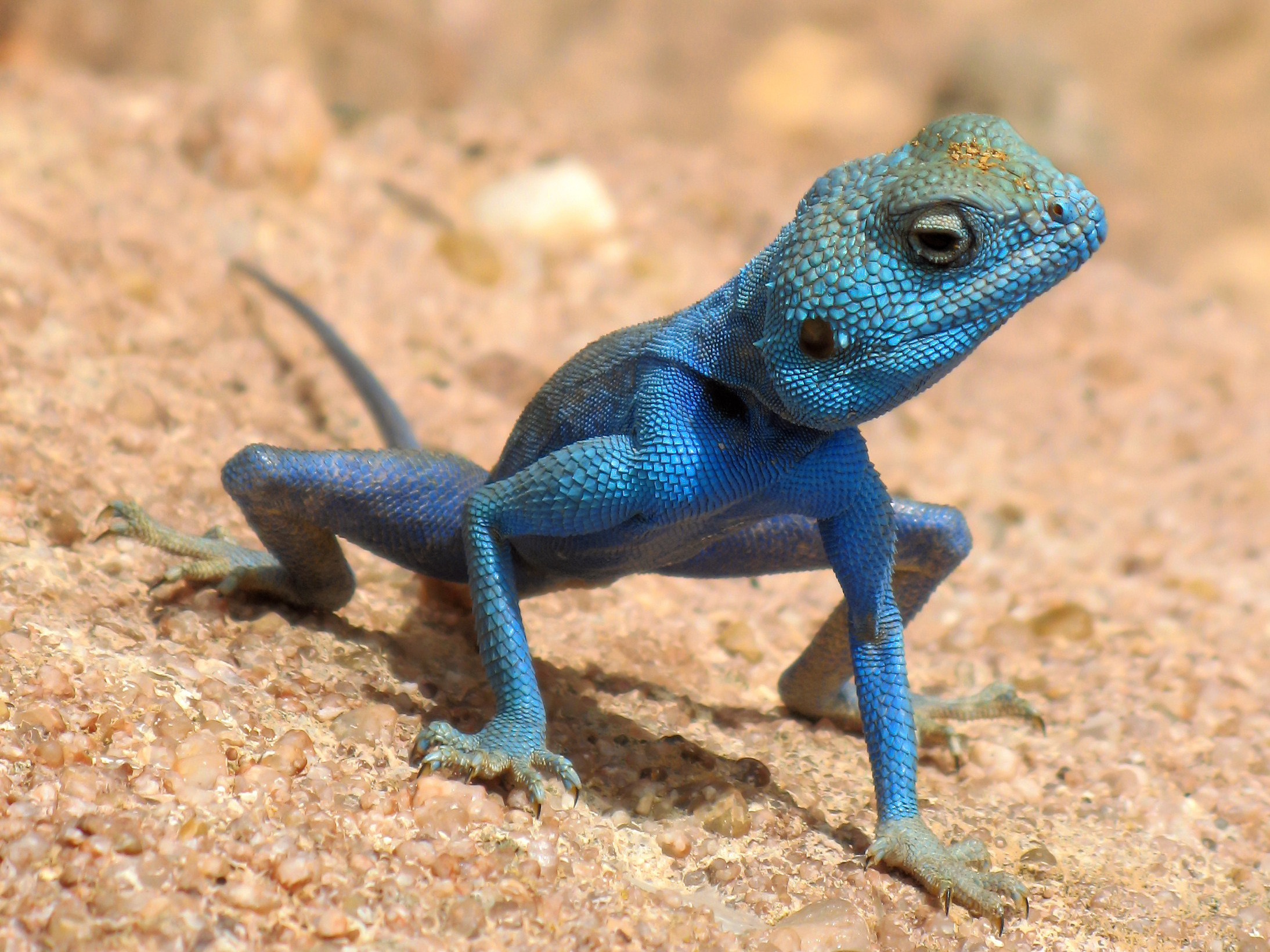
Pseudotrapelus sinaitus

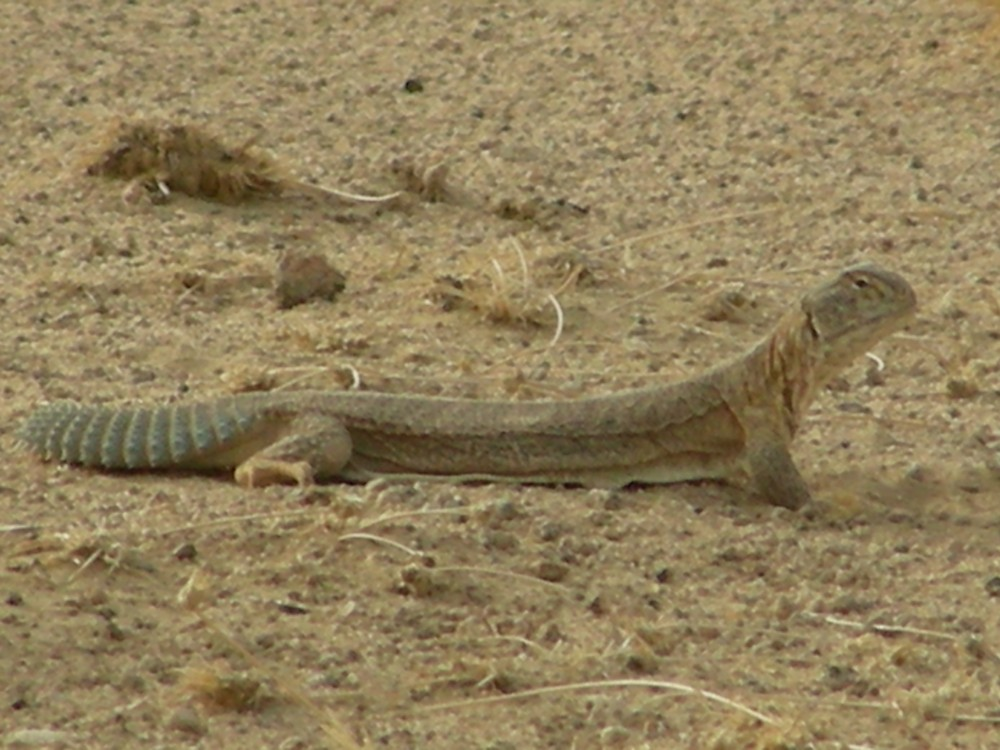
Uromastyx hardwickii

La famiglia comprende 480 specie suddivise in 56 generi e 6 sottofamiglie:
- Sottofamiglia Agaminae
  - Acanthocercus
  - Agama Daudin, 1802 (45 spp.)
  - Brachysaura
  - Bufoniceps
  - Coryphophylax
  - Harpesaurus
  - Hypsicalotes
  - Laudakia
  - Paralaudakia
  - Phoxophrys
  - Phrynocephalus
  - Psammophilus
  - Pseudocophotis
  - Pseudotrapelus Fitzinger, 1843 (4 spp.)
  - Stellagama Baig, Wagner, Ananjeva & Böhme, 2012 (1 sp.)
  - Thaumatorhynchus
  - Trapelus
  - Xenagama  (4 spp.)

- Sottofamiglia Amphibolurinae
  - Amphibolurus
  - Chelosania
  - Chlamydosaurus Gray, 1827 (1 sp.)
  - Cryptagama
  - Ctenophorus Fitzinger, 1843 (29 spp.)
  - Diporiphora
  - Hypsilurus Peters, 1867 (20 spp.)
  - Intellagama
  - Lophognathus
  - Moloch Gray, 1841 (1 sp.)
  - Physignathus
  - Pogona Ahl, 1926 (8 spp.)
  - Rankinia
  - Tympanocryptis

- Sottofamiglia Draconinae
  - Acanthosaura Ahl, 1926
  - Aphaniotis
  - Bronchocela Kaup, 1827 (12 spp.)
  - Calotes Cuvier, 1817 (26 spp.)
  - Ceratophora
  - Complicitus
  - Cophotis
  - Dendragama
  - Draco Linnaeus, 1758 (41 spp.)
  - Gonocephalus
  - Japalura
  - Lyriocephalus
  - Lophocalotes
  - Mantheyus
  - Oriocalotes
  - Otocryptis
  - Pseudocalotes
  - Ptyctolaemus
  - Salea
  - Sitana

- Sottofamiglia Hydrosaurinae
  - Hydrosaurus Kaup, 1828 (3 spp.)

- Sottofamiglia Leiolepinae
  - Leiolepis

- Sottofamiglia Uromastycinae
  - Saara Gray, 1845 (3 spp.)
  - Uromastyx Merrem, 1820 (15 spp.)